# Enrique Segura
Enrique Segura Iglesias (Sevilla, 1 de diciembre de 1906-Madrid 23 de diciembre de 1994) fue un pintor español principalmente retratista, aunque también se interesó por todos los géneros pictóricos, abundando en su obra bodegones, paisajes y composiciones. Es hermano del también pintor Agustín Segura. Algunas de sus obras se guardan en museos españoles como la Real Academia de Bellas Artes de San Fernando de Madrid o el Museo de Arte Moderno de Sevilla, entre otros. También se encuentran a la vista del público los frescos de la Universidad Laboral de Gijón.

## Biografía
Nace en Sevilla y a los diez años ingresa en la Escuela de Bellas Artes de Santa Isabel de Hungría. En dicho centro docente se acogió al magisterio de Gonzalo Bilbao. Enrique Segura obtiene una beca de la Diputación Provincial y el Ayuntamiento Hispalense y amplia sus estudios en París, Países Bajos e Italia.
Se especializa principalmente en el retrato, de tal forma que realizó más de un millar, representando a todas las clases sociales desde los reyes de España y jefes de Estado a compañeros, amigos, familia y personas del pueblo llano.
Concurrió a las Exposiciones Nacionales obteniendo en 1945 Tercera Medalla por su cuadro “Muñecos”. Tres años después Segunda Medalla por su pintura “Eva”, y en 1950 la Primera por su obra “Religiosos”.
En 1965 ingresa como Académico en la Real Academia de Bellas Artes de San Fernando.
Era además miembro de la Real Academia de Bellas Artes de Santa Isabel de Hungría y tres años después Académico de Honor. Obtiene la Medalla de Oro de la entidad parisina de Art-Sciences-Lettres, concedida en 1970 y la Gran Cruz de Alfonso X el Sabio, cinco años después.
En 1971 un cuadro suyo es elegido para participar en la exposición de los mejores retratistas del mundo organizada por el Museo Marmottan Monet de París.

## Estilo y obra
De estilo sobrio, con un fino sentido naturalista, sin efectismos escenográficos, sus retratos destacan no solo por su maestría en el dibujo, sino por captar todo el ser retratado, el cuerpo y el alma; la fisonomía y la psicología. Son además retratos de gran riqueza colorista.
Enrique Segura es un gran dibujante. Sus fondos se realizan siempre con ese color pardo. Color metafísico que sirve para encuadrar a sus personajes. Entronca con el realismo hispánico del siglo XVII.

### Obras
- Retrato de Juan Carlos I de España
- Retrato de Sofía de Grecia
- Retrato de Francisco Franco
- Retrato de Esteban de Bilbao Eguía
- Canto Gregoriano
- Arlequín y Danzarina
- Muñecos, Interior del Museo del Pueblo Español
- Retrato de Mariano Ossorio Arévalo, Marqués de la Valdavia
- Retrato de José López-Portillo
- Retrato del VII Conde de los Andes, Francisco Moreno y Herrera